# Purfling

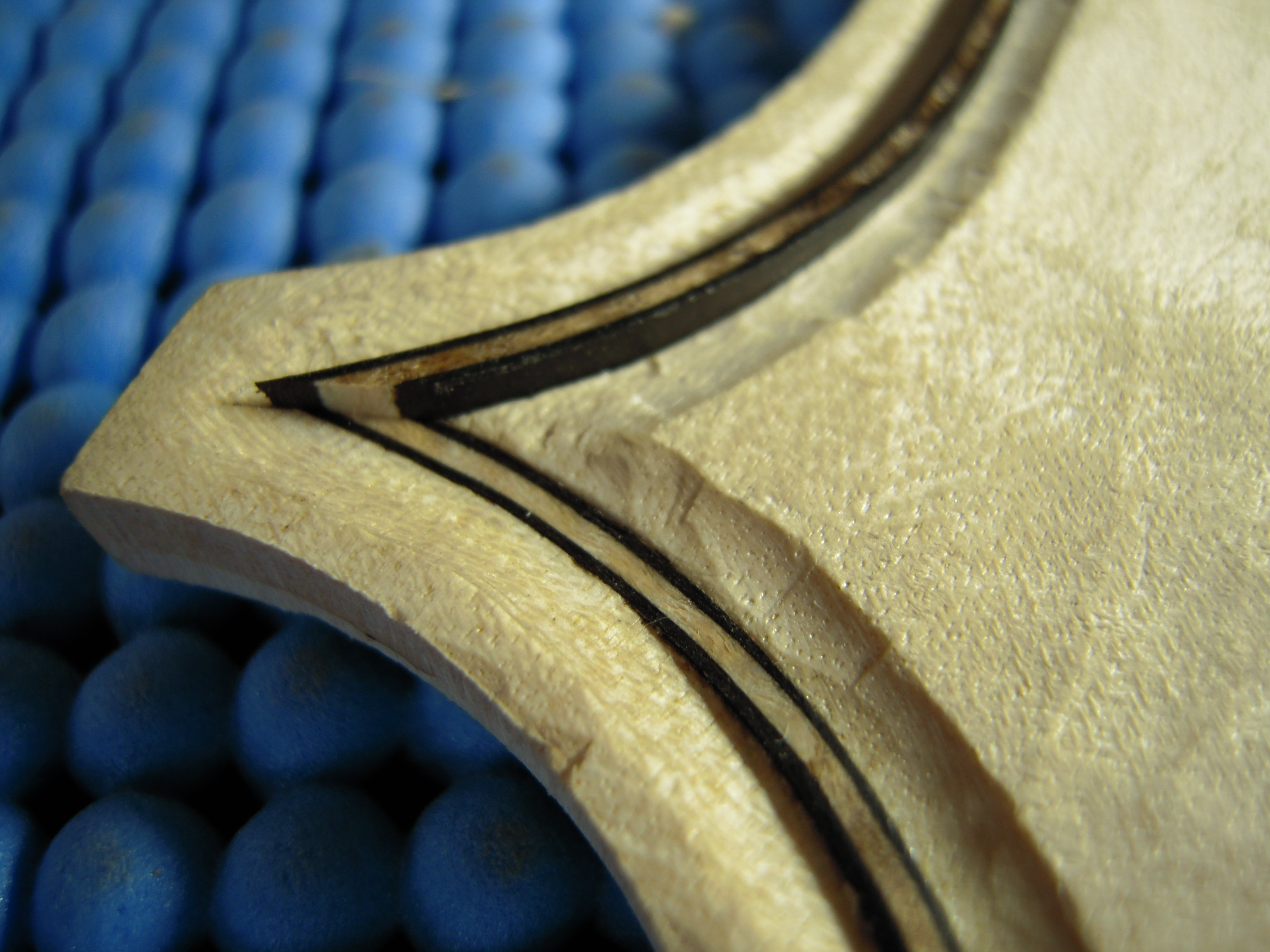
Einkleben der Randeinlage auf der Oberseite des Cellos.

Das Purfling (aus dem Englischen, wörtlich übersetzt Einlage) ist eine spezielle Form einer Intarsie, nämlich eine Randeinlage oder ein schmaler Zierrand, der in die Deckenplatte und oft auch in die Bodenplatte von Streich- oder Zupfinstrumenten eingelegt ist. In erster Linie – aber nicht nur – bei billigen Instrumenten kann die Randeinlage fehlen oder mit Farbe simuliert sein.
Ursprünglich bestand die Randeinlage aus laminierten Holzstreifen, die oft als optischer Akzent farblich abgesetzt waren. Das früheste bekannte Beispiel für eine Randeinlage findet sich auf einer Violine von Andrea Amati aus dem Jahr 1564, die heute im Ashmolean Museum der Universität Oxford ausgestellt ist. Sie besteht aus zwei äußeren Streifen aus schwarz gebeiztem Birnbaumholz und einem inneren Streifen aus Pappelholz.
Mit der Zeit wurden auch Perlmutt oder Abalone und andere harte Einlegematerialien verwendet, um besonders dekorative Effekte zu erzielen. Aufwändige Einlegearbeiten sind am häufigsten bei bundierten Instrumenten zu finden. Laminate und Verbundstoffe aus perlmuttartigen Muscheln und synthetischen Materialien, die als fake, faux oder shin paua bezeichnet werden, werden manchmal von Geigenbauern verwendet. Der Kanal, der für die Einlage der Randeinlage geschnitten wird, kann die Flexibilität der Platten an der Verbindung mit den Zargen erhöhen, was sich auf die Tonhöhe und das Sustain eines Instruments auswirkt. Breite Ziereinlagen können die effektive Schwingungsfläche des Klangbodens verringern.
Heute sind Kunststoffeinlagen bei Massenprodukten gang und gäbe. Ein gängiges Beispiel für eine Kunststoffeinlage ist ein Sandwich aus drei abwechselnden Streifen in Schwarz und Weiß, die etwa 1,25 × 2,00 Millimeter messen. Es werden viele unterschiedliche Varianten verwendet.
Das Binding (aus dem Englischen, dort Maskulinum, wörtlich übersetzt Einband) ist ein schmaler äußerer Materialstreifen an den Kanten des Korpus von Saiteninstrumenten wie Lauten, Mandolinen, Gitarren und Ukulelen (während Purfling eher eingerückt ist). Das Binding kann aus dünnen Holzstreifen bestehen. Sie wird entlang der gesamten Kante der Decken- und Bodenplatten angebracht. Es hat in der Regel auch eine dekorative Funktion, der Hauptzweck des Bindung besteht jedoch darin, die Übertragung von Feuchtigkeit in das hygroskopische Hirnholz der Platten des Instrumentes zu verhindern. Dies verhindert Risse in einer Weise, die ein Purfling bzw. eine Randeinlage nicht leisten kann. Außerdem wird dadurch die Abnutzung der Kanten des Instrumentenkörpers verringert. Zur Herstellung von Bindings werden üblicherweise  Hartholz, Obstholz, Kunststoffe und andere synthetische Materialien verwendet. Bindings werden zur Dekoration auch an den Seiten des Griffbretts verwendet. Sie sorgen zudem dafür, dass sich der Hals weicher anfühlt, wenn die Greifhand über die dünnen Metallenden des Bunddrahts gleitet.